# Demosten Ioniță
Demosten Ioniță (n. 1 iulie 1927, Covasna, România – d. 20 iulie 2024, Mănăstirea Brădățel, Suceava, România) a fost un cleric ortodox de stil vechi din România, care a îndeplinit funcția de mitropolit al Bisericii Ortodoxe de Stil Vechi din România (2022–2024).
A fost condamnat, în mai multe rânduri, la ani grei de temniță, din motive de convingeri religioase. Demosten Ioniță a petrecut 11 ani în închisorile comuniste, anchetatorii încercând să-l convingă de fiecare dată să treacă de partea Bisericii de Stil Nou (BOR).

## Biografie
Demosten Ioniță s-a născut la data de 1 iulie 1927 (stil nou), în orașul Covasna (județul Covasna), în cartierul Voinești, primind la botez numele de Dumitru Ioniță. Părinții săi, Toma și Maria Ioniță, erau credincioși ortodocși care păstraseră credința după calendarul iulian și aveau 10 copii. În anul 1940, tatăl său a fost arestat de unguri.
După terminarea studiilor, a intrat în anul 1951 ca frate la Mănăstirea Slătioara. În perioada 1952-1954 și-a satisfăcut stagiul militar obligatoriu, după care s-a reîntors la mănăstire unde în anul 1955, de ziua prăznuirii Sf. Ierarh Spiridon, a primit fesul călugăresc și dulama (redingota monahală) drept binecuvântare și încurajare pe calea faptelor bune din mâinile starețului Glicherie Tănase (viitorul mitropolit). După un an, a fost tuns în monahism de către ieromonahul Glicherie Tănase, făgăduind a păstra cu sfințenie ascultarea față de părinții și frații obștei monahale, sărăcia de bună voie și fecioria.
În anul 1956, de ziua Sfintei Cruci, a fost hirotonit ierodiacon, de către mitropolitul Galaction Cordun, în Biserica de la Copăceni-București, iar în februarie 1957 a fosthirotonit ieromonah, de către episcopul Glicherie Tănase.
În luna următoare de după hirotonirea sa ca preot, pr. Demostene este trimis la București, pentru a-l ajuta la conducerea Mănăstirii din București pe episcopul Evloghie Oța, care activa în clandestinitate. Aici a fost trădat de către un preot pe stil vechi, arestat de către Securitate și anchetat timp de cinci săptămâni, fiind apoi eliberat. Autoritățile i-au cerut pr. Demostene să dezvăluie locul unde se află PS Evloghie, dar el a refuzat să facă lucrul acesta.
În anul 1957 a primit binecuvântare din partea IPS Galaction pentru a înființa o parohie în orașul natal. A reușit să înființeze, împreună cu credincioșii de stil vechi din zonă, un paraclis în casa credinciosului Ion Vlad, desfășurând acolo o activitate pastorală și de duhovnic care a fost mult îngreuiată de regimul comunist ateu.

### Deținut politic
La data de 23 iulie 1958, pr. Demostene este arestat din nou, deoarece slujise împreună cu un grup de cântăreți la funeraliile unui văr de-al său într-o biserică închisă de autorități  și învinuit de slujire ilegală și port ilegal de uniformă. Fusese denunțat autorităților de către un preot pe stil nou, arestat și transportat în orașul Târgu Mureș de către șase milițieni. Ajuns la locul de arest, i s-au luat hainele preoțești și a fost tuns și bărbierit. Timp de cinci luni, a fost deținut într-o celulă cu un pat de ciment fără așternuturi, fiind interogat de către autoritățile civile cu scopul de a găsi un pretext pentru a-l condamna. După cum declară el, în cadrul interogatoriilor era întrebat de activitățile anticomuniste desfășurate de către mitropolitul Glicherie în România, dacă au arme și unde sunt ascunse, iar după ce răspundea era bătut de anchetatori.
A fost condamnat de către Tribunalul din Târgu Mureș și a petrecut următorii 7 ani în închisoare (a fost deținut în penitenciarul Gherla până în 1959, apoi în coloniile de muncă de la Periprava, Balta Brăilei, Stroienești și Bondoi). Supus la înfometare, frig, torturat și lipsit de odihnă, pr. Demostene afirmă că uneori era așa de epuizat că nu putea să-și amintească nici măcar "Tatăl nostru" . În anul 1959, autoritățile le-au promis călugărilor pe stil vechi că vor fi eliberați dacă semnau o declarație că renunță la credința de stil vechi. Din aproape 2.000 de deținuți, doar vreo 90 au acceptat să semneze.
În anul 1964, pr. Demostene a fost eliberat din lagăr după șapte ani de închisoare. Nu a fost primit la Mănăstirea Slătioara de frica Securității, iar în următorii patru ani, pr. Demostene s-a refugiat în pădurea din apropiere de Vatra Dornei, unde a trăit ascuns și a muncit.
„Eu nu am primit niciodată o educație formală. E adevărat că nu suntem bine școliți ca preoții de stil nou. Dar eu i-am întâlnit pe teologii lor care pretind că nu este important calendarul, că dogmele și tradițiile Bisericii trebuie să se schimbe. Eu am văzut pe episcopii Bisericii oficiale jucând roluri de marionete în fața comuniștilor, ceea ce nu a scandalizat doar credincioșii, dar a compromis Biserica Ortodoxă Română peste tot în lume. Seminarul meu este cei șapte ani de închisoare, academia mea cei cinci ani ascuns în pădure. Îi mulțumesc lui Dumnezeu că nu m-a trimis la școlile celor de pe stil nou, ci că mi-a arătat milă și mi-a dat cea mai bună educație posibilă: 7 ani în închisorile comuniste.”—Demosten Ioniță

### Preot la Covasna
În anul 1968, după intrarea armatei sovietice în Cehoslovacia, pr. Demosten revine în localitatea natală. Ca urmare a denunțului preotul pe stil nou Olteanu din Covasna, împuternicitul pentru problemele cultelor, ungurul Szekely, a aplicat sigiliul pe paraclisul din locuința lui Ion Vlad, interzicându-se oficierea slujbelor religioase. Deoarece credincioșii au făcut plângere la Departamentul Cultelor din București, acesta a comunicat că n-a dat nici o dispoziție pentru sigilarea bisericii și a dispus deschiderea ei .
Pe această bază, pr. Demosten a desigilat paraclisul, dar a fost arestat imediat după tulburările ce s-au produs la o înmormântare și anchetat pentru rupere de sigiliu. I s-a întocmit dosarul penal nr. 1 din 1969, care a fost judecat la Judecătoria din Târgu Secuiesc, acuzației inițiale adăugându-i-se ulterior de către procuror și pentru infracțiunea de uzurpare de calități oficiale și instigare publică, prevăzută și pedepsită de art.324 Cod penal.
Activitatea sa a fost încadrată la alineatul 3 din art.324 Cod penal, care prevedea că: "Purtarea public a unei uniforme, embleme, insigne sau a altor asemenea semne distinctive neautorizate, în scopurile arătate la al.1, se pedepsește cu închisoare de la 3 luni la 3 ani”. Haina preoțească, Crucea și Icoana Maicii Domnului purtate de către pr. Demosten au fost considerate uniforme și embleme neautorizate. S-a alcătuit un memoriu adresat Judecătoriei din Tg. Secuiesc, în care s-a explicat faptul că Biserica Ortodoxă Română de stil vechi are conducere separată față de Patriarhia Română și s-a făcut o prezentare istorică, religioasă și politică a modului în care a luat naștere datorită reformei calendaristice de la 1 octombrie 1924. Deși prezentarea avea rolul de a lămuri aspectele ce permit clerului și credincioșilor acestei Biserici să desfășoare activități religioase, reprezentanții Patriarhiei Române au susținut că Biserica pe Stil Vechi este un cult neautorizat de stat.
Avocații apărării au precizat următoarele: "în cauza de față, procesul a fost generat de aspecte dușmănoase locale, intervenite între preotul ortodox de stil nou Olteanu în unire cu reprezentanții celorlalte culte în care se încadrează din punct de vedere religios populația maghiară din Covasna, împotriva preotului călugăr Demosten, originar de aici, dar care în realitate locuiește la Mânăstirea Slătioara, de care aparține” . Ei au cerut ca autoritățile să permită aplanarea disensiunii ordin religios prin discuții între Biserici și nu de instanțele de judecată ale statului.
Toate încercările de apărare au fost în zadar. Ieromonahul Demostene Ioniță a fost condamnat la 4 ani și 10 luni de închisoare, fiind încarcerat între anii 1969-1971 în penitenciarul Botoșani și apoi la colonia de muncă Poarta Albă de la Canalul Dunăre-Marea Neagră, după care a fost eliberat înainte de termen.

### Episcop
După ultima eliberarea din închisoare, în anul 1971, pr. Demostene revine la Mănăstirea Slătioara, unde IPS Mitropolit Glicherie Tănase îl însărcinează cu purtarea de grijă duhovnicească a maicilor din Mănăstirea din satul Brădățel aflată în comuna Horodniceni (județul Suceava). Această mănăstire se află într-o pădure situată la 14 km de localitatea Cornu Luncii, aflată pe drumul Fălticeni - Gura Humorului. Sub îndrumarea sa, Mânăstirea a devenit o oază duhovnicească, bine organizată, avantajată și de peisajul mirific creat de pădurea din jur. În prezent, în Mănăstire viețuiesc 70 de maici.
La data de 13/26 noiembrie 1981, de sărbătoarea Sfântului Ioan Gură de Aur, după o perioadă de douăzeci și patru de ani de preoție și ca o recunoaștere a unor merite deosebite, arhimandritul Demosten Ioniță este hirotonit în Biserica Mănăstirii Slătioara ca episcop-vicar al Bisericii ortodoxe de Stil Vechi din România de către IPS Mitropolit Glicherie Tănase, secondat de P.S. Episcopi Silvestru Onofrei și Cozma Lostun, primind titlul de "Nemțeanul". I-a fost alături mitropolitului Glicherie până la trecerea acestuia la cele veșnice la data de 15/28 iunie 1985. P.S. Demosten i-a cerut IPS Glicherie binecuvântare și a obținut încuviințarea să se continue, după moartea lui, hirotoniile de preoți, diaconi și mai ales arhierei, dintre persoanele pe care le considera vrednice, care iubesc Biserica și nu produc dezbinări, după cum stă scris într-un testament (aflat astăzi în arhiva mănăstirii), pe care Mitropolitul Glicherie îl scrisese cu zece ani în urmă și l-a încredințat episcopului Demosten, spre păstrare .
Datorită conjuncturii materiale nefavorabile a episcopiei pentru care a fost hirotonit, PS Demosten și-a stabilit reședința episcopală la Mănăstirea Brădățel din județul Suceava, de unde coordonează canonic și administrativ întreaga regiune episcopală a Neamțului.
PS Demosten a participat frecvent la diferite slujbe de sfințire de biserici sau la hramuri ale bisericilor de stil vechi.

### Mitropolit
Din data de 25.01/07.02.2022 a îndeplinit funcția de mitropolit al BOSVR.